# Desmond Marquette
Desmond Marquette (* 1. November 1908 in Albuquerque, New Mexico; † 7. August 1999 in Santa Barbara, Kalifornien) war ein US-amerikanischer Filmeditor. 

## Leben
Marquette war im Zeitraum von 1935 bis 1951 für RKO Pictures als Editor tätig. In dieser Zeit war er ausschließlich an Kinoproduktionen beteiligt, danach wandte er sich dem Fernsehen zu und arbeitete bis in die 1970er Jahre hinein an verschiedenen Fernsehserien und einigen Fernsehfilmen mit. Insgesamt war er bei mehr als 70 Produktionen für den Schnitt verantwortlich. 
1996 wurde er mit dem ACE Career Achievement Award geehrt. Zuvor konnte er drei Mal den Eddie Award gewinnen. 

## Filmografie (Auswahl)
- 1937: Hitting a New High
- 1942: Tal des Todes (Valley of the Sun)
- 1950: Armored Car Robbery
- 1951: Der Rächer (Best of the Badmen)
- 1958–1963: Westlich von Santa Fé (The Rifleman, Fernsehserie)
- 1961–1963: Heute Abend Dick Powell (The Dick Powell Show, Fernsehserie)
- 1965: Gauner gegen Gauner (The Rogues, Fernsehserie)
- 1966–1969: Big Valley (Fernsehserie)